# Liste de ponts d'Équateur
Le présent article a pour vocation de présenter une liste de ponts de l'Équateur, remarquables par leurs caractéristiques dimensionnelles ou leur intérêt architectural ou historique. 

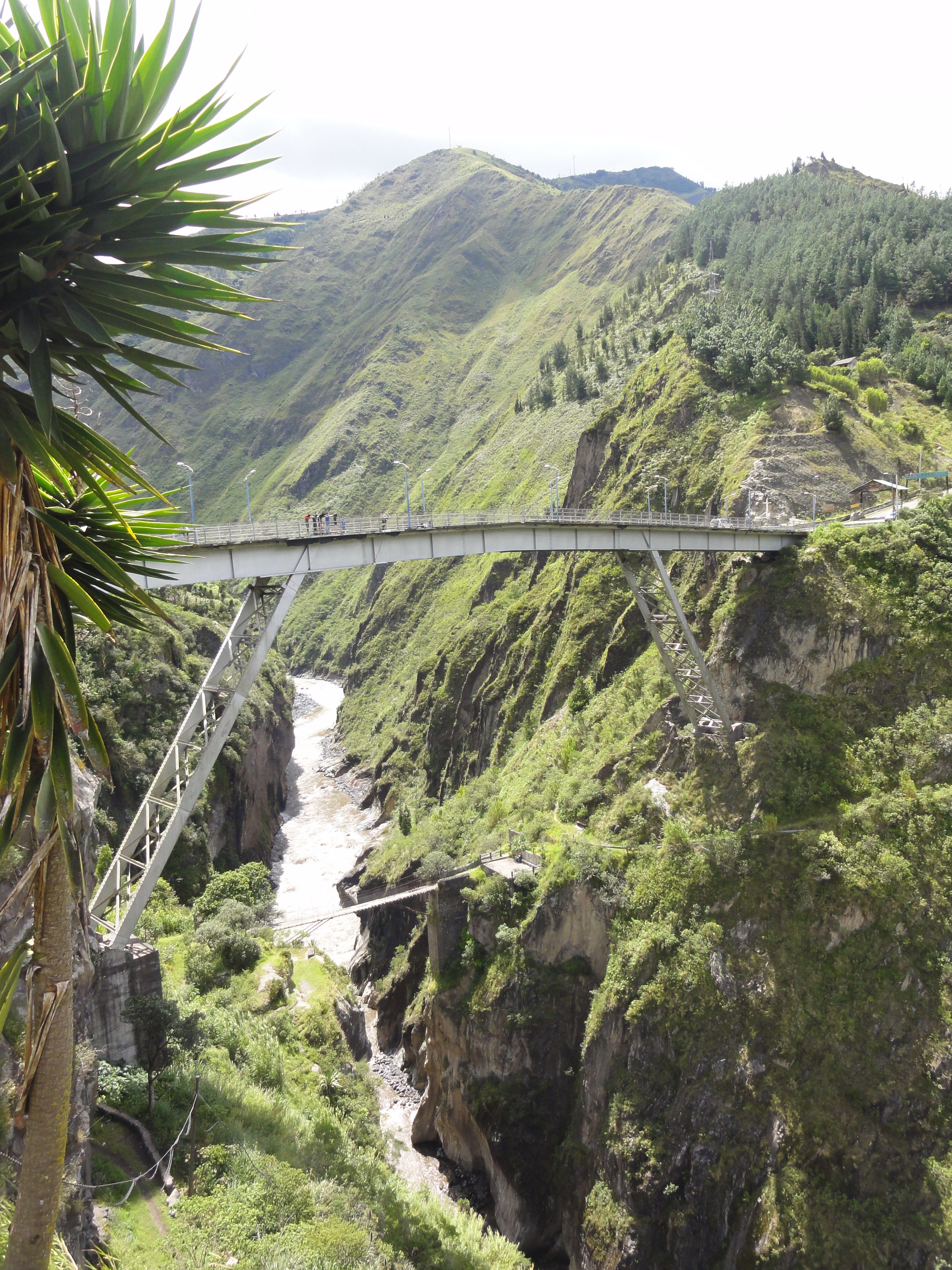
Le pont San Francisco.

La catégorie lien donne la classification de l'ouvrage parmi ceux présentés et propose un lien vers la fiche technique du pont sur le site Structurae, base de données et galerie internationale d'ouvrages d'art. La liste peut être triée selon les différentes entrées du tableau pour voir ainsi les ponts en arc ou les ouvrages les plus récents par exemple.
Les colonnes portée et longueur, exprimées en mètres indiquent respectivement la distance entre les pylônes de la travée principale et la longueur totale de l'ouvrage, viaducs d'accès compris.

## Grands ponts
Ce tableau présente les ouvrages ayant des portées supérieures à 100 m (liste non exhaustive).
|                                |    | Nom                         | Portée | Long. | Type                                                                           | Voie portée Voie franchie   | Date      | Localisation                                                 | Province                | Ref.  |
| ------------------------------ | -- | --------------------------- | ------ | ----- | ------------------------------------------------------------------------------ | --------------------------- | --------- | ------------------------------------------------------------ | ----------------------- | ----- |
| Puente sobre el Río Napo       | 1  | Pont sur le Río Napo        | 312    | 740   | Haubané Tablier mixte acier/béton, pylônes béton                               | Río Napo                    | 2012      | Puerto Francisco de Orellana 0° 28′ 22,4″ S, 76° 58′ 45,2″ O | Orellana                | [ 1 ] |
|                                | 2  | Pont du Río Aguarico        | 270    | 440   | Haubané Tablier mixte acier/béton, pylônes béton                               | E55 Aguarico                | 2012      | Nueva Loja 0° 03′ 36,2″ N, 76° 52′ 52,7″ O                   | Sucumbíos               | [ 2 ] |
| Puente del Río Aguarico        | 3  | Passerelle de l'Aguarico    | 264    | 264   | Suspendu Tablier poutres acier, platelage bois, pylônes acier                  | Passerelle Aguarico         | 1999      | San Jose del Aguarico                                        | Sucumbíos               |       |
|                                | 4  | Pont des Esmeraldas         | 200    |       | Suspendu                                                                       | E15 Río Esmeraldas          | 1975      | Esmeraldas 0° 53′ 42″ N, 79° 38′ 14,6″ O                     | Esmeraldas              |       |
|                                | 5  | Pont du Río Pastaza         | 180    | 303   | Haubané Tablier mixte acier/béton, pylônes béton (parties supérieure en acier) | E45 Río Pastaza             | 2006      | Palora 1° 40′ 06,7″ S, 77° 58′ 30,9″ O                       | Pastaza Morona-Santiago | [ 3 ] |
| Puente Sal-si-puedes           | 6  | Pont Sal-si-puedes          | 104    | 186   | Arc Acier, tablier porté                                                       | E60 Río Sal-si-puedes       | 1960      | Pallatanga 2° 03′ 23″ S, 78° 59′ 05,1″ O                     | Chimborazo              |       |
|                                | 7  | Passerelle sur le Rio Paute | 100    |       | Suspendu                                                                       | Passerelle Río Paute        | 1992      |                                                              |                         |       |
| Puente San Francisco           | 8  | Pont San Francisco          |        |       | Pont à béquilles Acier                                                         |                             |           | Baños 1° 23′ 45″ S, 78° 26′ 13″ O                            | Tungurahua              |       |
|                                | 9  | Pont de l'unité nationale   |        | 1975  | Poutre-caisson Béton précontraint                                              | 70 Río Babahoyo - Río Daule | 1970 2010 | Guayaquil 2° 09′ 32″ S, 79° 51′ 18″ O                        | Guayas                  | ,     |
| Pusir Grande Suspension Bridge | 10 | Pont suspendu de Pusir      |        |       | Suspendu                                                                       | Passerelle Río Chota        |           | Ibarra - Cantón Bolívar 0° 27′ 32,5″ S, 77° 59′ 51,5″ O      | Imbabura Carchi         |       |